# Bilal Aziz Özer
Bilal Aziz (sinh ngày 1 tháng 7 năm 1985) là một cầu thủ bóng đá Liban-Thổ Nhĩ Kỳ, đang thi đấu cho Eskişehirspor ở vị trí tiền vệ.

## Sự nghiệp câu lạc bộ
Anh bắt đầu sự nghiệp ở Đức, gia nhập câu lạc bộ trẻ TSV Verden, sau đó gia nhập đội trẻ Schalke 04. Trước đó anh có thi đấu cho Schalke 04 nhưng chỉ ở đội dự bị. Sau đó, anh đến VfL Osnabrück, thi đấu 48 trận và ghi 2 bàn. Anh ghi bàn thắng đầu tiên cho VfL Osnabrück tại DFB-Pokal.